# تاریخ مالت
مالت از سال ۵۹۰۰ پیش از میلاد مسکونی بوده است. اولین ساکنان آن کشاورزان بودند که روش‌های کشاورزی آن‌ها باعث تخریب خاک شد تا جایی که جزایر غیرقابل سکونت شدند. این جزایر در حدود ۳۸۵۰ پیش از میلاد توسط تمدنی دوباره آباد شدند که در اوج خود معابد مگالیتیک را ساختند، که امروزه جزو قدیمی‌ترین ساختمان‌های باقی‌مانده در جهان هستند. تمدن آن‌ها در حدود ۲۳۵۰ پیش از میلاد فروپاشید و پس از آن جنگجویان عصر برنز این جزایر را دوباره آباد کردند.
پیش‌تاریخ مالت در حدود ۷۰۰ پیش از میلاد به پایان می‌رسد، زمانی که این جزایر توسط فنیقی‌ها مستعمره شدند. آن‌ها بر این جزایر حکومت کردند تا اینکه در سال ۲۱۸ پیش از میلاد به جمهوری روم واگذار شدند. در قرن ششم میلادی، این جزیره به روم شرقی یا بیزانسی‌ها تعلق گرفت، اما پس از محاصره‌ای در سال ۸۷۰ میلادی توسط اغلبیان تصرف شد. ممکن است مالت برای چند قرن کم‌جمعیت بوده باشد تا اینکه در قرن یازدهم توسط عرب‌ها دوباره آباد شد. در سال ۱۰۹۱، جزایر توسط کنت‌نشین سیسیل نورمن‌ها مورد حمله قرار گرفت و به تدریج مسیحی‌سازی جزایر آغاز شد. در این زمان، این جزایر بخشی از پادشاهی سیسیل شدند و تحت سلطه حکام فئودالی مختلف، از جمله شواوین‌ها، آراگونی‌ها و در نهایت اسپانیایی‌ها بودند. جزایر در سال ۱۵۳۰ به شوالیه‌های مهمان‌نواز واگذار شدند که آن‌ها را به عنوان یک ایالت واسال سیسیل اداره می‌کردند. در سال ۱۵۶۵، امپراتوری عثمانی تلاش کرد تا در محاصره بزرگ مالت جزایر را تصرف کند، اما این حمله دفع شد. این دستور برای بیش از دو قرن بر مالت حکومت کرد و این دوره با رونق هنر و معماری و بهبود کلی نظم اجتماعی همراه بود. در سال ۱۷۹۸، پس از حمله جمهوری اول فرانسه به جزایر، این دستور اخراج شد و دوره اشغال فرانسه بر مالت آغاز شد.
پس از چند ماه حکومت فرانسوی‌ها، مردم مالت شورش کردند و در سال ۱۸۰۰ فرانسوی‌ها را اخراج کردند. مالت به یک منطقه محافظت‌شده بریتانیا تبدیل شد و در سال ۱۸۱۳ عملاً به یک مستعمره تبدیل شد. این جزایر به یک پایگاه دریایی مهم برای بریتانیا تبدیل شدند و به عنوان مقر ناوگان مدیترانه‌ای خدمت می‌کردند. در ربع پایانی قرن نوزدهم، پیشرفت‌هایی در فناوری و امور مالی به وجود آمد. در سال‌های بعد، بانک آنگلو-مصری در سال ۱۸۸۲ تأسیس شد و راه‌آهن مالت در سال ۱۸۸۳ شروع به فعالیت کرد. در سال ۱۹۲۱ لندن به مالت خودمختاری اعطا کرد. این امر به تشکیل یک پارلمان دو مجلسی انجامید که شامل یک مجلس سنا (که در سال ۱۹۴۹ حذف شد) و یک مجلس قانونگذاری منتخب بود. مستعمره تاج مالت در دوره‌های ۱۹۲۱–۱۹۳۳، ۱۹۴۷–۱۹۵۸ و ۱۹۶۲–۱۹۶۴ خودمختاری داشت.
نیروهای بریتانیایی در طول جنگ جهانی دوم در مالت به شدت توسط نیروهای هوایی ایتالیا و آلمان مورد حمله قرار گرفتند، اما بریتانیایی‌ها مقاومت کردند. در سال ۱۹۴۲، این جزیره نشان جرج کراس را دریافت کرد که امروز بر روی پرچم و نشان ملی مالت دیده می‌شود.
مالت در سال ۱۹۶۴ به یک قلمرو مستقل در چارچوب کشورهای مشترک‌المنافع تبدیل شد که به عنوان «دولت مالت» شناخته می‌شد، و در سال ۱۹۷۴ به یک جمهوری تبدیل شد در حالی که همچنان عضو کشورهای مشترک‌المنافع باقی ماند. از سال ۲۰۰۴، این کشور عضو اتحادیه اروپا شده است.

## زمین‌شناسی
مالت بر روی یک رشته‌کوه زیرآبی قرار دارد که از شمال آفریقا تا سیسیل امتداد یافته است. در زمانی در گذشته‌های دور مالت زیر آب بوده است، همان‌طور که فسیل‌های دریایی جاسازی‌شده در سنگ‌های بلندترین نقاط مالت نشان می‌دهند. با بالا آمدن این رشته و بسته شدن تنگه جبل‌الطارق به دلیل فعالیت‌های زمین‌ساختی، سطح دریا پایین‌تر بود و مالت بر روی پلی از خشکی قرار داشت که بین دو قاره امتداد داشت و با دریاچه‌های بزرگ احاطه شده بود. برخی غارهای مالت بقایای فیل‌ها، اسب‌های آبی و دیگر حیوانات بزرگ که امروزه در آفریقا یافت می‌شوند را آشکار کرده‌اند، در حالی که دیگر غارها حیواناتی بومی اروپا را نشان داده‌اند.

## نوسنگی (۵۹۰۰ قبل از میلاد - ۳۸۵۰ قبل از میلاد)
تا همین اواخر، باور بر این بود که اولین ساکنان مالت در سال ۵۷۰۰ پیش از میلاد به این جزایر رسیدند، اما اکنون مشخص شده است که این اتفاق حدود ۵۹۰۰ پیش از میلاد رخ داده است، همان‌طور که مطالعات بر روی خاک‌های باستانی نشان می‌دهد. به‌طور کلی فرض بر این بوده است که این اولین مردم نوسنگی از سیسیل (حدود ۸۰ کیلومتر یا ۵۰ مایل شمال) آمده‌اند، اما تحلیل‌های دی‌ان‌ای نشان می‌دهد که آن‌ها از نقاط مختلف مدیترانه، از جمله اروپا و آفریقا، منشأ گرفته‌اند.
این جوامع عمدتاً به کشاورزی و ماهیگیری مشغول بودند و شواهدی از فعالیت‌های شکار نیز وجود دارد. به نظر می‌رسد که آن‌ها در غارها و سکونتگاه‌های باز زندگی می‌کردند. در قرن‌های بعدی، شواهدی از تماس‌های بیشتر با فرهنگ‌های دیگر وجود دارد که تأثیر خود را بر جوامع محلی گذاشتند، همان‌طور که از طراحی‌ها و رنگ‌های سفال‌های آن‌ها مشخص است. روش‌های کشاورزی خاک را تخریب کردند؛ هم‌زمان خشکسالی طولانی‌مدت رخ داد و جزایر بیش از حد خشک شدند تا بتوانند کشاورزی را حمایت کنند. این وضعیت تا حدی به دلیل تغییرات اقلیمی و خشکسالی به وجود آمد و جزایر برای حدود یک هزاره خالی از سکنه باقی ماندند.
تحقیقات انجام‌شده به عنوان بخشی از پروژه FRAGSUS، شامل تحلیل نمونه‌های خاک از دره‌ها که حاوی گرده‌های باستانی و شواهد حیوانی از محیط‌های گذشته بود، نشان داد که «نوسانات تغییرات اقلیمی در برخی دوره‌های پیشاتاریخ، مالت را غیرقابل سکونت کرده است. بین اولین ساکنان و گروه بعدی که به‌طور دائمی در جزایر مالت سکونت گزیدند و در نهایت معابد مگالیتیک را ساختند، یک فاصله قابل توجه حدود ۱٬۰۰۰ سال وجود داشت.»

## دوره معبد (۳۸۵۰ پیش از میلاد - ۲۳۵۰ پیش از میلاد)

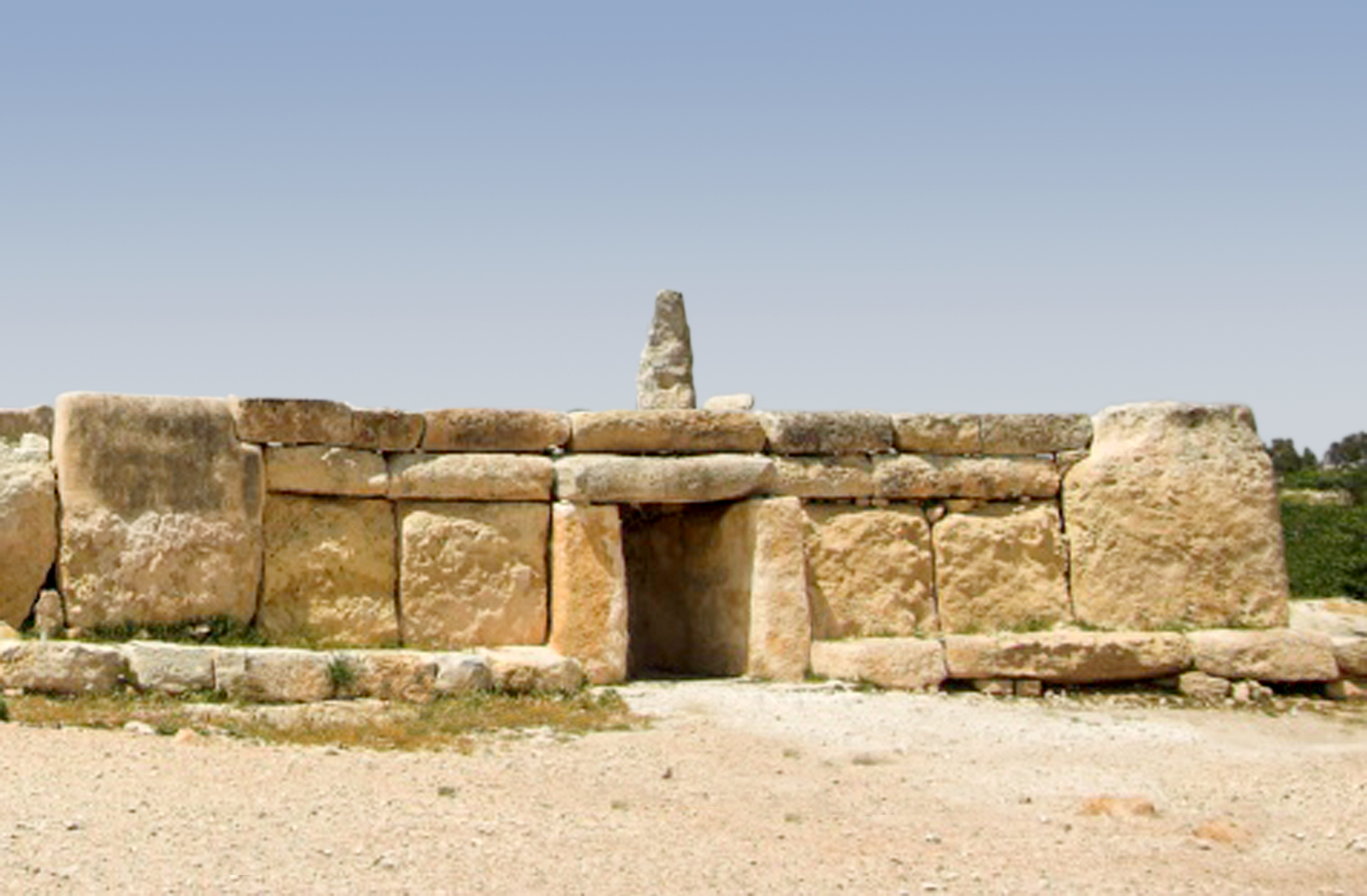
معبد مگالیتیک Ħaġar Qim

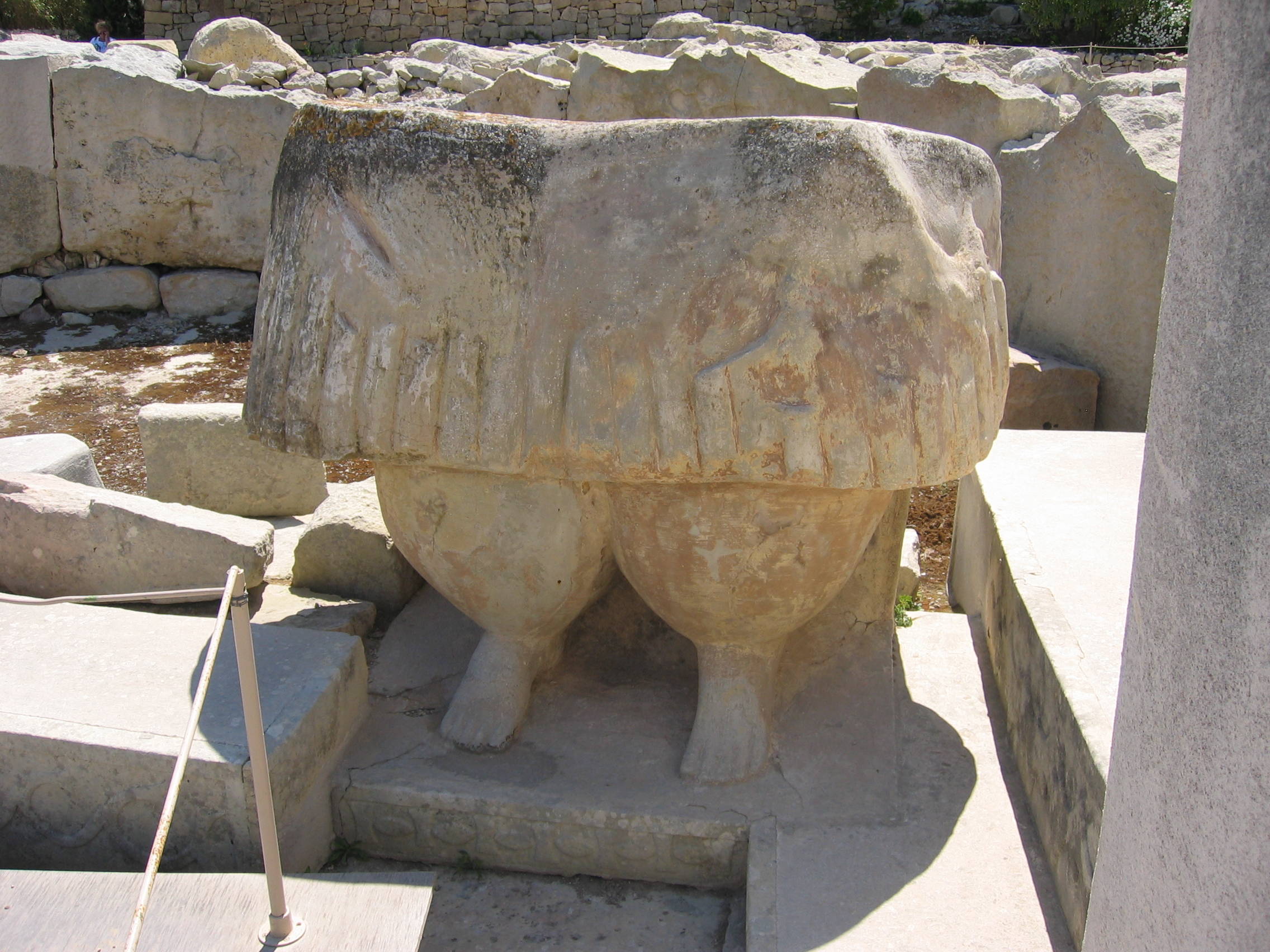
یکی از به اصطلاح «بانوهای چاق» مالت باستان، در معابد تارکسین

موج دوم استعمار در حدود ۳۸۵۰ پیش از میلاد از سیسیل به مالت رسید. پروفسور کارولین مالون گفته است: «با توجه به فضای محدود زمین در مالت، شگفت‌انگیز است که موج دوم سکونت برای ۱٬۵۰۰ سال دوام آورد. این نوع پایداری در سکونت در اروپا بی‌سابقه است و از نظر اینکه چگونه توانستند در زمینی که به‌طور مداوم در حال تخریب بود برای چنین مدت طولانی زندگی کنند، قابل توجه است.»
یکی از برجسته‌ترین دوره‌های تاریخ مالت، دوره معابد است که از حدود ۳۶۰۰ پیش از میلاد آغاز می‌شود. معبد جگانتیا در گُزو یکی از قدیمی‌ترین ساختمان‌های مستقل جهان است. نام این مجموعه از کلمه مالتی ġgant گرفته شده است که به عظمت اندازه معبد اشاره دارد. بسیاری از معابد به شکل پنج اتاق نیم‌دایره‌ای هستند که در مرکز به هم متصل می‌شوند. پیشنهاد شده است که این طراحی ممکن است سر، بازوها و پاهای یک الهه را نمایان کند، زیرا یکی از رایج‌ترین انواع مجسمه‌هایی که در این معابد یافت شده‌اند، شامل پیکره‌های چاق انسانی است که به‌طور عامیانه «بانوان چاق» نامیده می‌شوند، هرچند که جنسیت آن‌ها مبهم است و اغلب به عنوان نمادی از باروری در نظر گرفته می‌شوند.
تمدنی که این معابد را ساخت حدود ۱٬۵۰۰ سال دوام آورد تا اینکه در حدود ۲۳۵۰ پیش از میلاد به نظر می‌رسد این فرهنگ ناپدید شد. گمانه‌زنی‌هایی دربارهٔ آنچه ممکن است اتفاق افتاده باشد وجود دارد، از جمله اینکه آیا این فرهنگ به‌طور کامل از بین رفته یا جذب فرهنگ دیگری شده است، اما گمان می‌رود که فروپاشی این تمدن به دلیل شرایط اقلیمی و خشکسالی رخ داده باشد.
پروفسور مالون اظهار داشته است: «ما می‌توانیم از اشتباهات اولین ساکنان مالت درس‌های زیادی بگیریم. کمبود آب، همراه با تخریب خاکی که قرن‌ها برای شکل‌گیری آن زمان نیاز است، می‌تواند منجر به فروپاشی یک تمدن شود. گروه دوم ساکنان مالت در ۳۸۵۰–۲۳۵۰ پیش از میلاد منابع خود را به‌طور مناسب مدیریت کردند و خاک و غذا را برای بیش از ۱٬۵۰۰ سال مهار کردند. تنها زمانی که شرایط اقلیمی و خشکسالی آنقدر شدید شد که دیگر نتوانستند با آن مقابله کنند، شکست خوردند.»
بین ۲۶۰۰ تا ۲۴۰۰ پیش از میلاد، نیمی از افرادی که فوت کردند، کودکان بودند.

## عصر برنز (۲۳۵۰ پیش از میلاد تا ۷۰۰ پیش از میلاد)
بعد از دوره معابد عصر برنز آغاز شد. از این دوره بقایای تعدادی سکونتگاه و روستا، همچنین میزسنگ‌ها — ساختارهای مشابه محراب که از تخته‌های سنگی بسیار بزرگ ساخته شده‌اند — باقی مانده است. گفته می‌شود این ساختارها به جمعیتی تعلق دارند که قطعاً با آن‌هایی که معابد مگالیتیک قبلی را ساختند متفاوت بوده‌اند.
گمان می‌رود این جمعیت از سیسیل آمده‌اند به دلیل شباهت‌هایی که با ساختارهای یافت شده در بزرگ‌ترین جزیره دریای مدیترانه دارند.
یکی از سنگ‌افراشت‌های باقی‌مانده که برای ساخت معابد استفاده می‌شد هنوز در کرکوپ ایستاده است؛ این منیر یکی از معدود منیرهایی است که هنوز در وضعیت خوبی قرار دارد.
از جالب‌ترین و مرموزترین بقایای این دوره، رگه‌های چرخ‌دار به اصطلاح هستند که در مکانی به نام Misraħ Għar il-Kbir در مالت (که به‌طور غیررسمی به نام Clapham Junction شناخته می‌شود) دیده می‌شوند. این‌ها جفت کانال‌های موازی هستند که در سطح سنگ تراشیده شده‌اند و برای مسافت‌های قابل توجهی امتداد دارند، اغلب در یک خط کاملاً مستقیم. استفاده دقیق آن‌ها مشخص نیست. یکی از پیشنهادات این است که حیوانات بارکش از این کانال‌ها برای کشیدن ارابه‌ها استفاده می‌کردند و این کانال‌ها ارابه‌ها را هدایت می‌کردند و از گم شدن حیوانات جلوگیری می‌کردند. جامعه‌ای که این سازه‌ها را ساخت، در نهایت از بین رفت یا به هر حال ناپدید شد. [نیازمند منبع][نیازمند منبع]
بین ۱۴۰۰ پیش از میلاد و ۱۲۰۰ پیش از میلاد، تأثیرات میکاییایی بر مالت وجود داشت که با حضور آثار میکاییایی اثبات می‌شود.

## دوران باستان

### فنیقی‌ها و کارتاژ

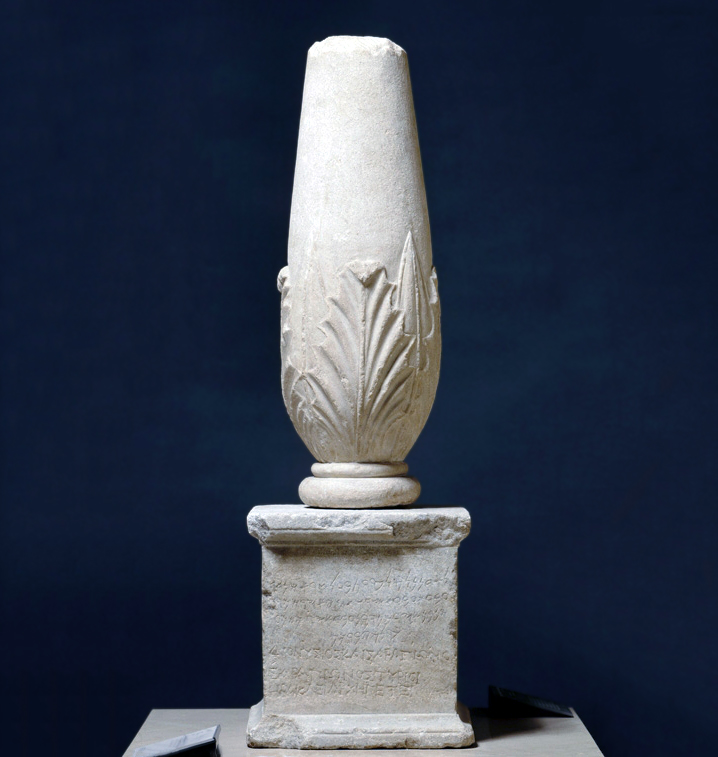
یکی از سیپی‌های Melqart که در مالت کشف شد

فنیقی‌ها—احتمالاً از صور—شروع به استعمار جزایر در اوایل قرن ۸ پیش از میلاد کردند [نیازمند منبع] [مشکوک – بحث شود] و از آن به عنوان یک پایگاه پیشرفته استفاده می‌کردند که از آنجا کاوش‌های دریایی و تجارت در دریای مدیترانه را گسترش می‌دادند. آن‌ها جزیره اصلی را Ann (فنیقی: 𐤀𐤍𐤍, ʾnn) نامیدند. قبرستان‌هایی در رباط در مالت و رباط در گُزو کشف شده‌اند که نشان می‌دهند سکونتگاه‌های اصلی در Mdina کنونی در مالت و Cittadella در گُزو بوده است. سکونتگاه قبلی همچنین به نام Ann شناخته می‌شد، که نشان می‌دهد ممکن است به عنوان مقر حکومت مستعمره عمل کرده باشد. در همین حال، بندر اصلی در Cospicua در بندر بزرگ قرار داشت. این بندر که به سادگی به نام Maleth (𐤌𐤋𐤈, mlṭ, "بندر") شناخته می‌شد، احتمالاً نام جزیره در زبان یونانی‌ها و رومی‌ها بوده است.
جزایر مالت در حدود اواسط قرن ۶ پیش از میلاد تحت سلطه کارتاژ قرار گرفتند، به همراه بیشتر مستعمرات فنیقی دیگر در دریای مدیترانه غربی. تا اواخر قرن ۴ پیش از میلاد، مالت به یک مرکز تجاری تبدیل شده بود که ایتالیا جنوبی و سیسیل را به تریپولیتانیا وصل می‌کرد. این منجر به معرفی ویژگی‌های هلنیستی در معماری و سفالگری شد. مشخص نیست که آیا مالت به‌صورت یک آپوئیکیا یونانی سنتی مستعمره شده بود یا نه، بنابراین برخی بر این باورند که مالت هرگز یک مستعمره یونانی نبوده است. ویژگی‌های معماری هلنیستی را می‌توان در معبد فنیقی در تاس-سیلگ و یک برج در زوریق مشاهده کرد. زبان یونانی همچنین در مالت به کار رفت، همان‌طور که در کتیبه‌های دوزبانه فنیقی و یونانی یافت شده بر روی «سیپی‌های ملکارت» نشان داده شده است. در قرن ۱۸، محقق فرانسوی ژان-ژاک بارته‌لمی الفبای فنیقی منقرض شده را با استفاده از کتیبه‌های موجود بر روی این سیپی‌ها رمزگشایی کرد.
در سال ۲۵۵ پیش از میلاد رومی‌ها در طول نخستین جنگ پونی به مالت حمله کردند و بخش‌های زیادی از جزیره را ویران کردند.

### حکومت رومیان

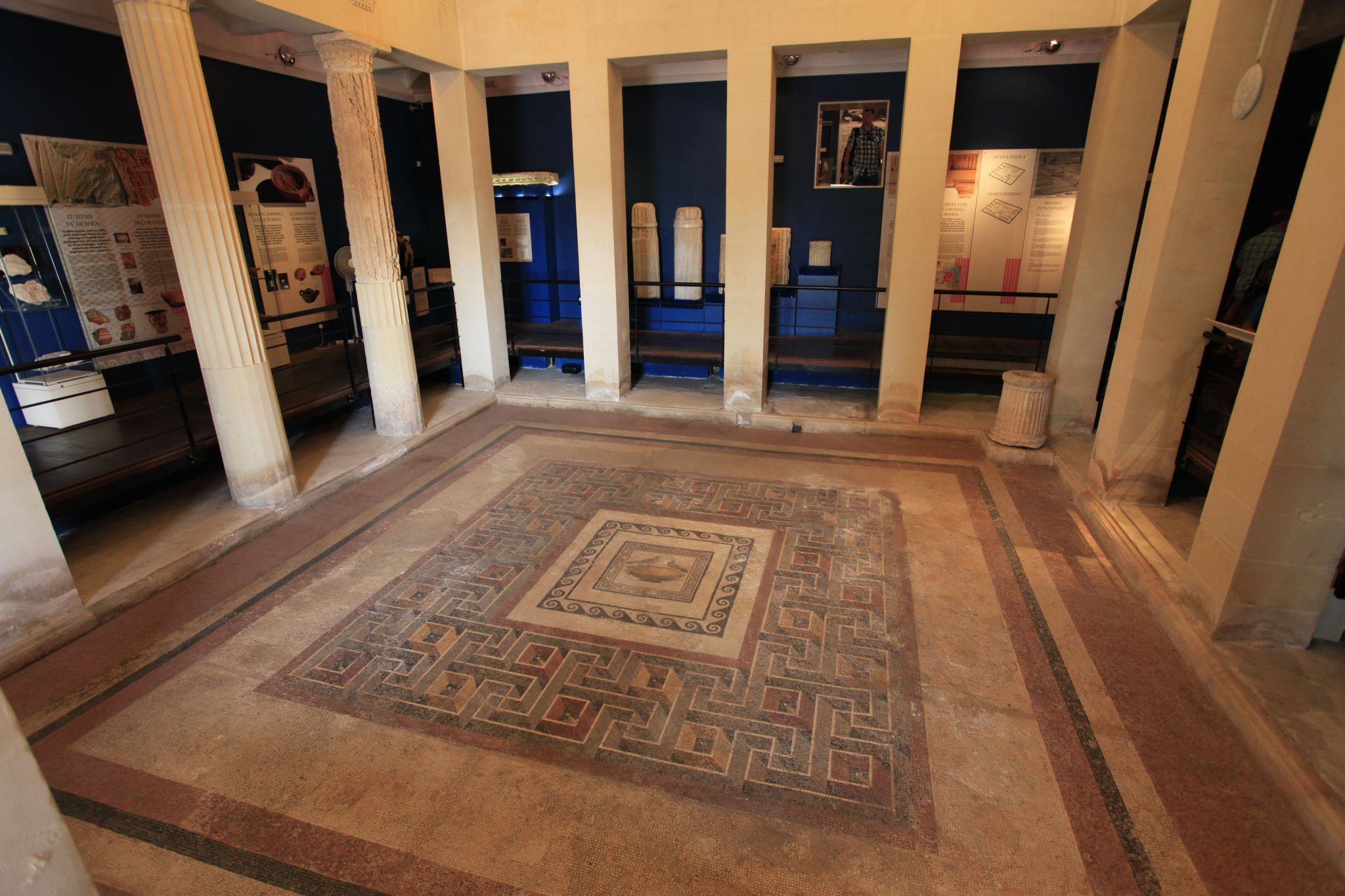
موزاییک‌های رومی در Domvs Romana از ملیت باستان

به گفتهٔ تاریخ‌نگار لاتین، تیتوس لیویوس جزایر مالت در آغاز جنگ پونی دوم در سال ۲۱۸ پیش از میلاد به دست رومی‌ها افتاد. لیوی گزارش می‌دهد که فرمانده پادگان پونی در جزیره بدون مقاومت تسلیم تیبریوس سمپرونیوس لونگوس، یکی از دو کنسول آن سال، شد که در راه شمال آفریقا بود. این ارخبیر—که به رومی‌ها به نام ملیتا یا ملیته شناخته می‌شد—جزئی از استان سیسیل شد، اما تا قرن اول میلادی دارای یک سنای محلی و مجمع مردمی خود بود. در این زمان، هم مالت و هم گوزو سکه‌هایی خاص به وزن‌سنجی رومی ضرب می‌کردند.
به عنوان مرکز اداری جزایر، مدینا همچنین به نام ملیته شناخته شد. اندازه آن به حداکثر خود رسید و تمام منطقهٔ فعلی مدینا و بخش‌های بزرگی از ربات را دربر گرفت و تا جایی که اکنون کلیسای سنت پل قرار دارد امتداد یافت. باقی‌مانده‌ها نشان می‌دهند که شهر توسط دیوارهای دفاعی ضخیم احاطه شده بود و همچنین توسط خندق محافظتی که در امتداد خیابان سنت ریتا کشیده شده بود، محافظت می‌شد. باقی‌مانده‌ها نشان می‌دهند که یک مرکز مذهبی با تعدادی معبد در بالاترین قسمت شبه‌جزیره ساخته شده بود. آثار یکی از اقامتگاه‌های چشمگیر به نام دوموس رومانیا حفاری شده است که موزاییک‌های سبک پمپیان بسیار خوبی را نمایان می‌کند. به نظر می‌رسد این دوموس محل سکونت یک اشراف‌زاده ثروتمند رومی بوده و معتقدند که در قرن اول پیش از میلاد ساخته شده و در قرن دوم میلادی رها شده است.

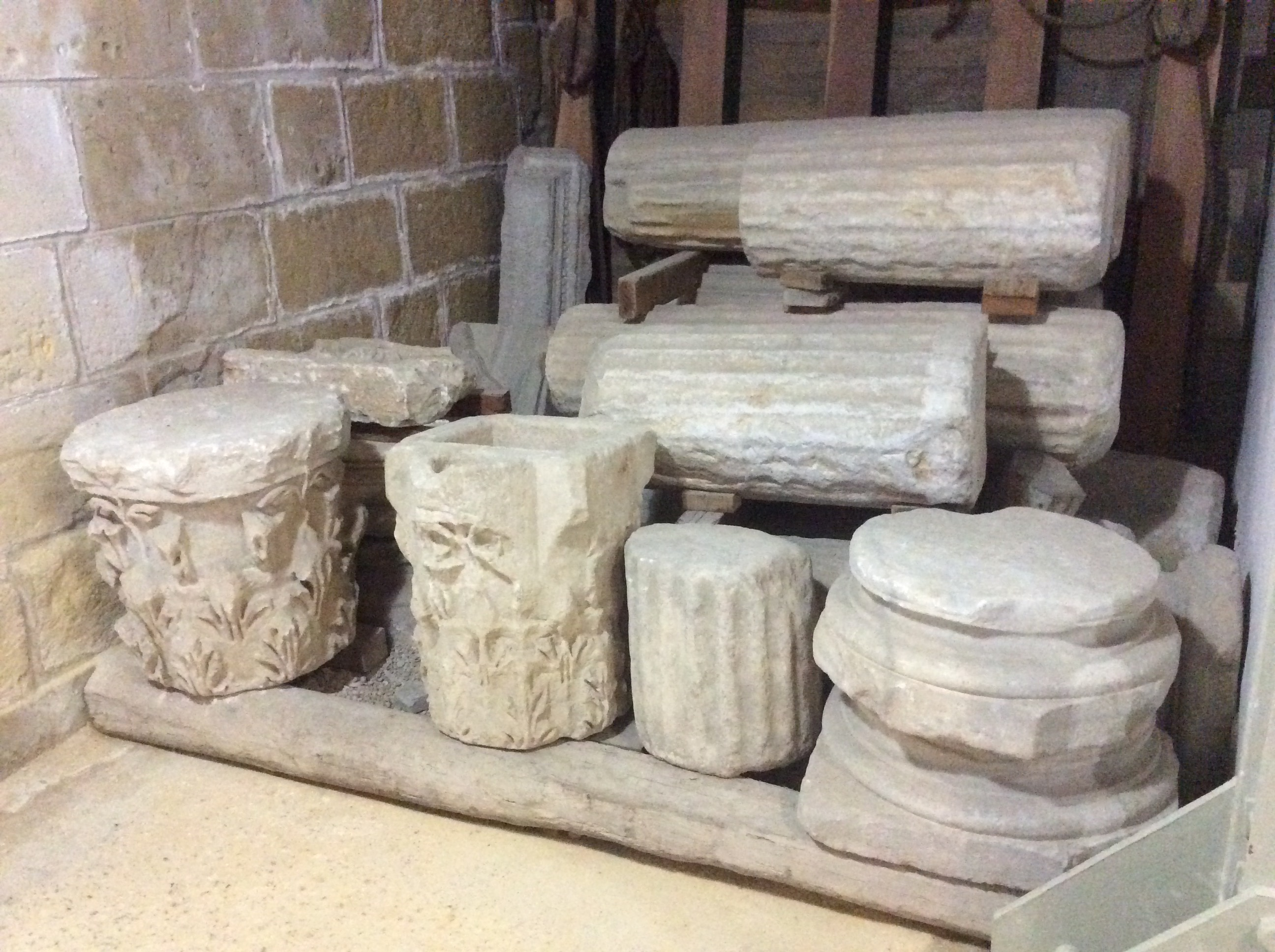
بقایای یونانی-رومی در موزه دریایی مالت

جزایر تحت حکومت رومی‌ها رونق یافتند و در نهایت به عنوان یک Municipium و Foederata کیویتاس شناخته شدند. بسیاری از آثار باستانی رومی هنوز وجود دارند که گواهی بر پیوند نزدیک بین ساکنان مالت و سیسیل هستند. در طول دوره حکومت رومی‌ها، زبان لاتین به زبان رسمی مالت تبدیل شد و دین رومی در جزایر معرفی شد. با این حال، به نظر می‌رسد که فرهنگ و زبان محلی پونی-هلنیستی تا دست کم قرن اول میلادی ادامه پیدا کرده باشد.
در سال ۶۰ میلادی در کتاب اعمال رسولان آمده است که سنت پل در جزیره‌ای به نام ملایت غرق شد، که بسیاری از پژوهشگران کتاب مقدس و مالتایی‌ها آن را با مالت یکی می‌دانند؛ سنتی وجود دارد که می‌گوید این کشتی شکستگی در سواحل «خلیج سنت پل» که به درستی نامگذاری شده است، رخ داده است. در اعمال رسولان فصل ۲۸ آمده است که سنت پل توسط اهالی جزیره پذیرفته شده و برای او آتش می‌سازند. هنگامی که پل چوب برای آتش جمع می‌کند، یک مار سمی از چوب بیرون می‌آید و به پل گاز می‌زند. پل از گزش بی‌تأثیر می‌ماند که باعث می‌شود مردم مالت او را خدا بدانند. این فرضیه فرصتی را برای پل فراهم می‌کند تا انجیل را به جزیره معرفی کند.
مالتا تا اوایل قرن ششم میلادی بخشی از امپراتوری روم باقی ماند. وندال‌ها و بعداً اوستروگوت‌ها ممکن است در قرن پنجم جزایر را برای مدت کوتاهی اشغال کرده باشند، اما شواهد باستان‌شناسی برای تأیید این موضوع وجود ندارد.

## قرون وسطی

### حکومت بیزانس

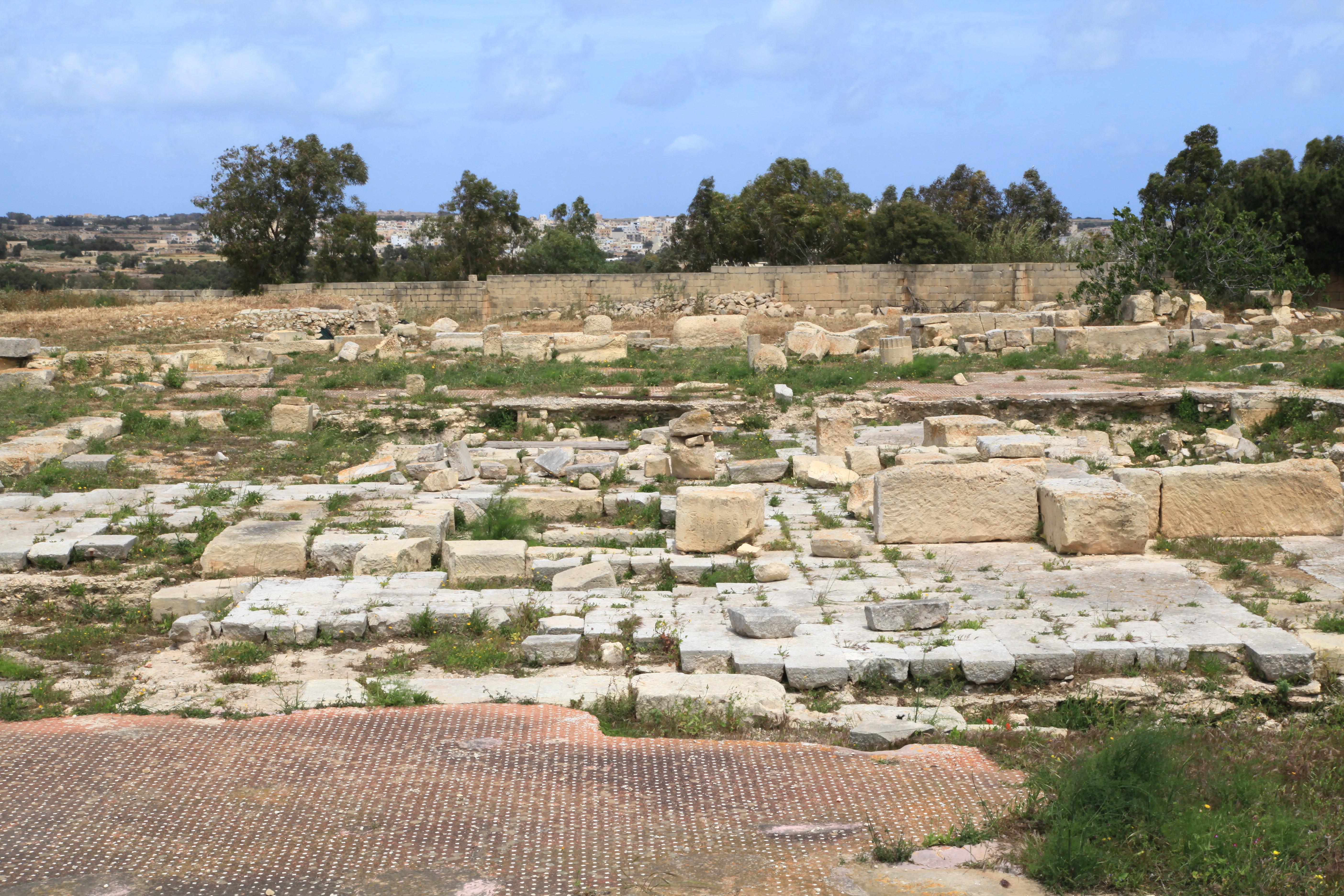
بقایای یک کلیسای بیزانسی در Tas-Silġ، که در محل معابد مگالیتیک قبلی و پونیک-رومی ساخته شده است.

در سال ۵۳۳ ژنرال بلیساریوس از امپراتوری بیزانس ممکن است در مسیر خود از سیسیل به شمال آفریقا به مالطا وارد شده باشد و تا سال ۵۳۵، جزایر به استان بیزانسی سیسیل پیوستند. در دوران بیزانس، ساکنان اصلی جزیره شامل شهر ملایت در سرزمین اصلی مالطا و قلعه سیتادل در گوچو بودند، در حالی که مارساکسلوک، مرسسکلا، مارسا و کلندی به عنوان بندر شناخته می‌شوند. مقدار نسبتاً زیاد سفال‌های بیزانسی که در مالطا پیدا شده نشان می‌دهد که این جزیره ممکن است از قرن ششم تا هشتم میلادی نقش استراتژیک مهمی در امپراتوری بیزانس داشته باشد.
از اواخر قرن ۷ میلادی به بعد دریای مدیترانه تحت تهدید گسترش مسلمانان قرار گرفت. در این زمان، احتمالاً بیزانسی‌ها تدابیر دفاعی مالطا را بهبود بخشیدند، همان‌طور که می‌توان دیوارهای دفاعی اطراف کلیسای تس-سیلگ را که در حدود قرن ۸ ساخته شده، مشاهده کرد. همچنین ممکن است بیزانسی‌ها دژ مستحکمی را ساخته باشند که اندازه ملایت را به یک سوم اندازه اصلی آن کاهش داد.

### دوره عربی

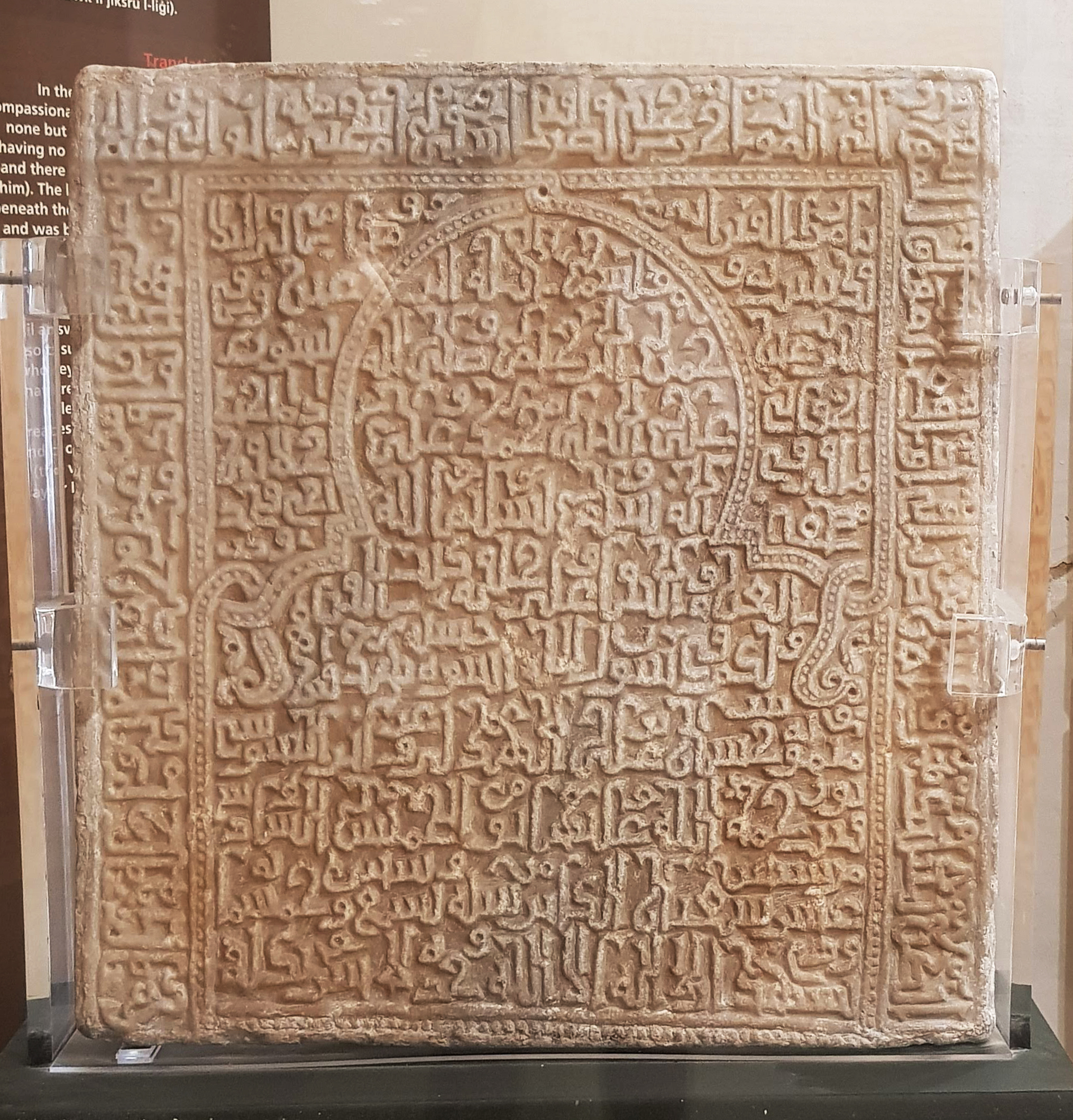
سنگ میمونا، سنگ قبر مرمری قرن دوازدهمی که گمان می‌رود در گوزو پیدا شده باشد.

در سال ۸۷۰ میلادی مالت به دست مسلمانان از شمال آفریقا اشغال شد. به گفتهٔ الحمیاری، اغلبیان به رهبری حلف الهادیم محاصره شهر بیزانسی ملیته را آغاز کردند که تحت فرمانداری آمروس (احتمالاً آمبروزویوس) بود. حلف الهادیم در درگیری‌ها کشته شد و سوده ابن محمد از سیسیل برای ادامه محاصره پس از مرگ او فرستاده شد. مدت زمان محاصره مشخص نیست، اما احتمالاً چند هفته یا چند ماه به طول انجامید. پس از سقوط ملیته به دست مهاجمان، ساکنان قتل‌عام شدند، شهر ویران شد و کلیساهای آن غارت شد. مرمر کلیساهای ملیته برای ساخت قلعه سوسه استفاده شد. به گفتهٔ الهمیاری، مالت تقریباً بدون سکنه باقی ماند تا اینکه حدود سال ۱۰۴۸ یا ۱۰۴۹ توسط یک جامعه مسلمان و بردگان آن‌ها دوباره سکونت داده شد و شهر ملیته به نام مدینه بازسازی شد و آن را «مکان بهتری از قبل» ساختند. با این حال، شواهد باستان‌شناسی نشان می‌دهند که ملیته/مدینه در اوایل قرن ۱۱ میلادی یک سکونتگاه مسلمان پررونق بوده است، بنابراین روایت الهمیاری ممکن است قابل اعتماد نباشد. در سال‌های ۱۰۵۳–۵۴، بیزانسی‌ها مدینه را محاصره کردند اما توسط مدافعان آن پس زده شدند. با وجود اینکه دوران حکومت عرب‌ها نسبتاً کوتاه بود، تأثیرات قابل توجهی از خود بر مالت گذاشتند. علاوه بر زبانشان، عربی سیقلی، پنبه، پرتقال و لیمو و بسیاری از تکنیک‌های جدید در آبیاری معرفی شدند. برخی از این‌ها، مانند نوریا (چرخ آب)، همچنان بدون تغییر استفاده می‌شوند. بسیاری از نام‌های جغرافیایی در مالت به این دوره تعلق دارند.